# Camptognathus
Genre
Espèces de rang inférieur
Camptognathus est un genre éteint de conodontes, appartenant au clade des Prioniodontida, ou « conodontes complexes », à l'ordre des Prioniodinida et à la famille des Prioniodinidae.

## Espèces
- †Camptognathus conus (type) - Dévonien supérieur de l'Alberta, au Canada